# Benoît Montiège
Benoît Montiège est un footballeur professionnel français né le 12 avril 1973 au Mans. Il évoluait au poste de défenseur.

## Biographie
Au cours de sa carrière, Benoît Montiège dispute notamment 35 matchs en Division 2 sous les couleurs du Mans.